# German Theater Abroad
German Theater Abroad (GTA) ist ein Projekt, das seit 1996 internationale Theaterfestivals, Inszenierungen und szenische Lesungen zeitgenössischer Dramatik u. a. in New York, Düsseldorf und Berlin produziert. Die Projekte experimentieren mit neuen theatralen Veranstaltungsformen, die das Publikum eng in die Veranstaltungen mit einbinden.

## Geschichte
German Theater Abroad wurde 1996 von Ronald Marx, Christian Kahrmann und Jarreth Merz in New York gegründet. 1998 folgte die Gründung der Tochterorganisation German Theater Abroad e.V. (GTA e.V.) in Berlin. Im selben Jahr veranstaltete GTA das Festival New German Voices im Cherry Lane Theater in New York, das die Texte von sieben deutschen Autoren in szenischen Lesungen präsentierte. Das Festival wurde 1999, 2004 und 2006 unter anderem in Zusammenarbeit mit der Labyrinth Theater Company von Philip Seymour Hoffman fortgesetzt.
2000 wurde das in den New German Voices 1998 als Lesung vorgestellte Stück „Suzuki“ von Alexei Schipenko von deutschen und amerikanischen Schauspielern in New York City aufgeführt.
2001 produzierte GTA in Zusammenarbeit mit dem Düsseldorfer Schauspielhaus das Festival Playstation für neue deutsche Dramatik.
Im gleichen Jahr begann GTA die szenische Lese-Reihe Tisch und Werk in Berlin, in deren Rahmen Schauspieler (unter anderen Nicolette Krebitz, Hans-Michael Rehberg, Burghart Klaußner) regelmäßig zeitgenössische Dramatik zum Beispiel von Albert Ostermaier und Roland Schimmelpfennig präsentierten.
2003 veranstaltete GTA das Festival Red Eye Series 01 für junge amerikanische Dramatik am FFT in Düsseldorf, das 2004 fortgesetzt wurde.
2006 präsentierte GTA das Projekt Stadttheater New York am HERE Arts Center in New York mit Inszenierungen der Stücke Die Frau von früher von Roland Schimmelpfennig und Bandscheibenvorfall von Ingrid Lausund, dem Festival New German Voices und einem international besetzten Symposium mit dem Titel The Theater We Want!.
2007 initiierte GTA zum 50. Jubiläum des Hauses der Kulturen der Welt eine ortsspezifische Lesereihe mit neuer amerikanischer Dramatik unter dem Titel Roof of Great Promise.
Im selben Jahr fand das Theaterprojekt Road Theater USA statt. Auf einer sechs Wochen langen Reise von New York nach Los Angeles wurde die Auftragsarbeit Start Up von Roland Schimmelpfennig an unterschiedlichen Orten der sogenannten Flyover States präsentiert. Das vom ZDF dokumentierte Projekt fand 2008 mit dem Gastspiel Coming Home im Haus der Berliner Festspiele seinen Abschluss.
2008 präsentierte GTA in Koproduktion mit dem Düsseldorfer Schauspielhaus das deutsch-amerikanische Theaterfestival Gimme Shelter.